# 彼は復讐を忘れたか
『彼は復讐を忘れたか』（かれはふくしゅうをわすれたか）は、1927年（昭和2年）製作・公開、悪麗之助監督による日本の長編劇映画、サイレント映画であり、1931年（昭和6年）製作・公開、星哲六監督によるリメイク映画である。前者は剣戟俳優・羅門光三郎のデビュー作として知られる。

## 略歴・概要
阪東妻三郎プロダクション、阪妻・立花・ユニヴァーサル聯合映画で監督を務めていた悪麗之助が1927年（昭和2年）に独立し、大阪港パーク撮影所として製作した作品である。撮影技師の玉井正夫は、同年解散した古海卓二が主宰した第一線映画聯盟から合流、撮影に参加した。本作は、同年7月31日、神戸の神戸キネマ倶楽部等で公開されたが、配給について、上映時間等のディテールは不明である。
本作は、公開の4年後の1931年（昭和6年）、当時、悪麗之助は病床にあり、脚本のみを提供していた松竹下加茂撮影所がリメイクした。松竹キネマが配給し、同年3月20日に浅草公園六区・松竹館をフラッグシップに公開された。悪は同年10月26日に満29歳で死去した。
本作の上映用プリントは、オリジナル・リメイクいずれのヴァージョンも、現在、東京国立近代美術館フィルムセンターにも、マツダ映画社にも所蔵されていない。現存しないとされる映画を中心に、玩具映画を発掘・復元する大阪藝術大学のリストにも存在しない。現状、観賞することの不可能な作品である。

## スタッフ・作品データ
- 監督・原作・脚色 : 悪麗之助
- 撮影 : 玉井正夫
- 製作 : 大阪港パーク撮影所
- 上映時間（巻数 / メートル） : 不明
- フォーマット : 白黒映画 - スタンダードサイズ（1.33:1） - サイレント映画
- 公開日 :  日本 1927年7月31日
- 配給 :  不明
- 初回興行 : 神戸・神戸キネマ倶楽部

## キャスト
- 河原崎権三郎
- 川島静子
- 羅門光三郎 - 端役

## 1931年版
『彼は復讐を忘れたか』（かれはふくしゅうをわすれたか）は、1931年（昭和6年）製作・公開、星哲六監督による日本の長編劇映画、サイレント映画であり、1927年（昭和2年）製作・公開、悪麗之助監督による同名の映画を原作としたリメイク作品である。

### スタッフ・作品データ
- 監督 : 星哲六
- 脚色 : 木村富士夫
- 原作 : 悪麗之助
- 撮影 : 円谷英二
- 製作 : 松竹下加茂撮影所
- 上映時間（巻数 / メートル） : 66分[9]（6巻 / 1,828メートル）
- フォーマット : 白黒映画 - スタンダードサイズ（1.33:1） - サイレント映画
- 初回興行 : 浅草・松竹館

### キャスト
- 高田浩吉
- 中村吉松
- 関操
- 河上君江
- 若月孔雀
- 志賀靖郎

## 註
1. ↑  菅家紅葉氏談話、立命館大学、2010年2月15日閲覧。
2. ↑  玉井正夫、日本映画データベース、2010年2月15日閲覧。
3. ↑  彼は復讐を忘れたか 1927、日本映画データベース、2010年2月15日閲覧。
4. ↑  彼は復讐を忘れたか 1931、日本映画データベース、2010年2月15日閲覧。
5. ↑  『日本映画監督全集』、キネマ旬報社、1976年、p.11,「悪麗之助」の項（執筆竹中労）。
6. ↑  所蔵映画フィルム検索システム、東京国立近代美術館フィルムセンター、2010年2月15日閲覧。
7. ↑  主な所蔵リスト 劇映画＝邦画篇、マツダ映画社、2010年2月15日閲覧。
8. ↑  玩具映画フィルム・リスト、大阪藝術大学、2010年2月15日閲覧。
9. ↑  Film Calculator Archived 2008年12月4日, at the Wayback Machine.換算結果、コダック、2010年2月15日閲覧。